# Eudonia mercurella
Eudonia mercurella ist ein Schmetterling aus der Familie der Crambidae und auch als Kleiner Grauzünsler bekannt.

## Merkmale
Die Vorderflügel der Falter sind etwa sechs bis 8,5 Millimeter lang und haben eine graue Grundfarbe. Das Wurzelfeld ist grau. Die innere Mittellinie ist weiß und in Richtung des Mittelfeldes schwarz gesäumt. Der antemedial gelegene Fleck ist schwarz und strichförmig. Der distal gelegene ringförmige Fleck hat die Form eines „X“ und berührt die äußere Querlinie nicht. Letzterer bildet zusammen mit der Wellenlinie ein deutlich sichtbares „X“. Das Retinaculum der männlichen Falter besitzt keinen sklerotisierten hakenförmigen Fortsatz (Hamus). Exemplare kalkhaltiger Böden sind deutlich fahler und weniger kontrastreich gezeichnet. Bei einigen Exemplaren sind das vordere Mittelfeld und das Saumfeld grauweiß, das Mittelfeld ist dagegen gräulich schwarz. Diese Form wurde nach ihrem Verbreitungsgebiet, der Isle of Portland, portlandica genannt. Der Uncus des männlichen Genitals ist distal deutlich eingekerbt. Das Corpus bursae ist kugelig, das Signum ist klein und eiförmig lanzettlich. Der Ductus bursae verläuft in zwei Windungen, das Colliculum – eine kleine hügelige Erhebung – ist lang und schmal, das Antrum ist schmal und gestreckt.

### Unterarten
- Eudonia mercurella puella (Leraut, 1982)[1]

### Ähnliche Arten
Eine ähnliche Art ist Eudonia lacustrata, die sich von Eudonia mercurella durch die unterbrochene Wellenlinie, die an der Flügelspitze (Apex) einen breiten weißen Fleck bildet, unterscheidet. Ein weiteres Unterscheidungsmerkmal bei den Weibchen ist der ventrodistal gelegene Höcker der Valven. Ferner ähnelt Eudonia mercurella äußerlich Eudonia speideli und fahl gezeichneten Exemplaren von Eudonia liebmani.

## Vorkommen
Eudonia mercurella ist in Europa weit verbreitet und besiedelt sowohl die Ebene als auch das Bergland. Die Falter leben an buschigen Standorten und lichten Wäldern.
Außerhalb Europas kommt die Art im Nordwesten Afrikas, in der Türkei im Taurusgebirge, im Libanon sowie im Iran im Elburs-Gebirge und im Sardab-Tal bis in Höhenlagen von 1.400 Meter vor.

## Lebensweise
Die oligophagen Raupen fressen an Moosen wie Isothecium alopecuroides und Zypressenschlafmoos (Hypnum cupressiforme) sowie an Flechten, wobei Gespinstgänge angelegt werden.

### Flug- und Raupenzeiten
Die Falter fliegen in Mitteleuropa von Mitte April bis August.

## Systematik
Aus der Literatur sind die folgenden Synonyme für Eudonia mercurella bekannt:
- Phalaena Tinea mercurella Linnaeus, 1758.
- Eudorea portlandica Humphreys & Westwood, 1841.
- Eudorea frequentella Stainton, 1849.
- Eudorea concinnella Curtis, 1850.
- Eudonia mercurella puella Leraut, 1982.